# 赤川 (横手市)
赤川（あかがわ）は、秋田県横手市の大字。郵便番号は013-0073。人口は225人、世帯数は73世帯（2020年10月1日現在）。住居表示は全域で未実施。旧平鹿郡旭村大字赤川、旧平鹿郡赤川村に相当する。

## 地理
横手市の中心部、横手地域の西端に位置しており、東で三本柳、西で塚堀・猪岡、南で赤坂、北で下八丁・下境と隣接する。東日本旅客鉄道（JR東日本）横手駅の西方に位置する、水田中心の純農村地帯であり、南北を縦貫する秋田県道267号金沢吉田柳田線と東西を横断する秋田県道29号横手大森大内線が交差するあたりを中心に東西に広がっている。東から北方にかけて頭無（かしらなし）堰排水路は重要な水利幹線となっている。
全域が都市計画区域に含まれるが、区域区分非設定区域となっている。都市計画法上の用途地域には指定されていない。

### 小字
2024年（令和6年）10月5日時点での「横手市（秋田地方法務局大曲支局）登記所備付地図データ」、デジタル庁公表の「アドレス・ベース・レジストリ」の「秋田県 横手市 町字マスター（フルセット） データセット」、横手市公表のオープンデータによれば、赤川の小字は以下の通りである。
| 町・字 | 町・字       | 出典 | 出典         | 出典       |
| 大字   | 小字         | 登記 | 町字マスター | 行政区一覧 |
| ------ | ------------ | ---- | ------------ | ---------- |
| 赤川   | 字沼頭       | ○    | ○            | ○          |
| 赤川   | 字森崎谷地   | ○    | ○            | ○          |
| 赤川   | 字村ノ前     | ○    | ○            | ○          |
| 赤川   | 字村尻       | ○    | ○            | ○          |
| 赤川   | 字村北       | ○    | ○            | ○          |
| 赤川   | 字村北荒堰間 | ○    | ○            | ○          |
| 赤川   | 字野際       | ○    | ○            | ○          |
| 赤川   | 字樋掛       | ○    | ○            | ○          |
| 赤川   | 字鰌沼       | ○    | ○            | ○          |

## 歴史
正保4年（1647年）の『出羽国知行高目録 下』では村名が見えず、享保年間までの村高を記録した郷帳に記載された町名を調べた『平鹿郡御黒印吟味覚書』でも、一切記載がない。享保15年（1730年）の『六郡郡邑記』によると、赤川村は家数18軒、支郷に下村（家数5軒）がある。菅江真澄の『雪の出羽路 平鹿郡』では、赤川村は極めて少村で、下村（下赤川とも呼んだ）には家がなかったことを伝えている。また、「赤河」との表記も見られる。

### 沿革
- 1873年（明治6年）2月 - 秋田県第6大区小2区に属する[15]。
- 1889年（明治22年）4月 - 町村制施行に伴い、赤坂村・三本柳村・赤川村・猪岡村・清水町新田村・塚堀村が合併し、旭村となる[16]。赤川村は旭村大字赤川となる[17]。
- 1951年（昭和26年）4月1日 - 旭村が栄村とともにが横手町に編入、同時に市制を施行[18]。横手市赤川となる[17]。

## 世帯数と人口
2020年（令和2年）10月1日現在の世帯数と人口は以下の通りである。
| 大字 | 小字       | 世帯数 | 人口  |
| ---- | ---------- | ------ | ----- |
| 赤川 | 字樋掛     | 67世帯 | 207人 |
| 赤川 | 字森崎谷地 | 5世帯  | 16人  |
| 赤川 | 字村北     | 1世帯  | 2人   |
| 計   | 計         | 73世帯 | 225人 |

### 人口・世帯数の推移
以下は国勢調査による1995年（平成7年）以降の人口の推移。
| 年                 | 人口 |
| ------------------ | ---- |
| 1995年（平成7年）  | 288  |
| 2000年（平成12年） | 281  |
| 2005年（平成17年） | 254  |
| 2010年（平成22年） | 256  |
| 2015年（平成27年） | 253  |
| 2020年（令和2年）  | 225  |

以下は国勢調査による1995年（平成7年）以降の世帯数の推移。
| 年                 | 世帯数 |
| ------------------ | ------ |
| 1995年（平成7年）  | 64     |
| 2000年（平成12年） | 66     |
| 2005年（平成17年） | 67     |
| 2010年（平成22年） | 69     |
| 2015年（平成27年） | 73     |
| 2020年（令和2年）  | 73     |

## 小・中学校の学区
市立小・中学校に通う場合、学区（校区）は以下の通りとなる。
| 小字 | 小学校           | 中学校               |
| ---- | ---------------- | -------------------- |
| 全域 | 横手市立旭小学校 | 横手市立横手南中学校 |

## 交通

### 鉄道
町内に駅はない。最寄り駅は■奥羽本線、■北上線の横手駅。

### バス
羽後交通
- 大森線
  - 赤川[25]

### 道路
- 秋田県道267号金沢吉田柳田線
- 秋田県道29号横手大森大内線